# Liste der Kulturgüter in Lauenen
Die Liste der Kulturgüter in Lauenen enthält alle Objekte in der Gemeinde Lauenen im Kanton Bern, die gemäss der Haager Konvention zum Schutz von Kulturgut bei bewaffneten Konflikten, dem Bundesgesetz vom 20. Juni 2014 über den Schutz der Kulturgüter bei bewaffneten Konflikten sowie der Verordnung vom 29. Oktober 2014 über den Schutz der Kulturgüter bei bewaffneten Konflikten unter Schutz stehen.
Objekte der Kategorien A und B sind vollständig in der Liste enthalten, Objekte der Kategorie C fehlen zurzeit (Stand: 11. März 2024). Unter übrige Baudenkmäler sind geschützte Objekte zu finden, die im Bauinventar des Kantons Bern als «schützenswert» verzeichnet sind.

## Kulturgüter
| Foto |                                                                           | Objekt                                         | Kat. | Typ | Standort                             | Beschreibung |
| ---- | ------------------------------------------------------------------------- | ---------------------------------------------- | ---- | --- | ------------------------------------ | --- |
| ja   | Datei hochladen · Wikidata zu Ehemaliges Bauernhaus mit Mühle (Q19362642) | Ehemaliges Bauernhaus mit Mühle KGS-Nr.: 01021 | A    | G   | Mühlestrasse 1 591075 / 141462       | Die 1765 erbaute Mühle mit später zu Wohnraum umgenutztem Ökonomieteil gehört zu den repräsentativsten Bauten des Saanenlandes jener Zeitepoche. Der ursprüngliche Wohnteil besteht aus einem über verputztem Sockelgeschoss geständerten Erdgeschoss und dem als Blockbau gefügten Oberbau. Die plastisch betonte Hauptfront ist mit Motiven aus Flora, Fauna, Heraldik und Ornamentik bemalt.                       |
| BW   | Datei hochladen · Wikidata zu Jägerhaus (Q29672971)                       | Jägerhaus, auf der Schüpfe KGS-Nr.: 01020      | B    | G   | Lauenenseestrasse 23 591625 / 140555 | Das 1796 erbaute Wohnhaus ist ein im Erdgeschoss geständertes und darüber als Blockbau gefügtes Gebäude, teilweise auf einem Sockelgeschoss und teilweise direkt auf Fels errichtet. Es besitzt ein Viertelwalmdach und traufseitige Lauben sowie eine Hauptfront mit reicher plastischer Wirkung. Zwischen den Fenstern des Obergeschosses sind Jagdszenen aufgemalt, im Giebelfeld eine Szene mit Gemsen und Hasen. |
| ja   | Datei hochladen · Wikidata zu Reformierte Kirche (Q29672985)              | Reformierte Kirche KGS-Nr.: 01022              | B    | G   | Kirchstrasse 20 590960 / 141490      | Um 1520 erbautes Kirchengebäude im spätgotischen Stil, unter Einbezug des Chors und des Turms eines Vorgängerbaus. Die Masswerkfenster und der Südseite und im Chor enthalten seit 1953 Glasmalereien von Leo Steck. Über dem Schiff spannt sich eine gewalmte Leistendecke mit Masswerkblenden und polychrom gefassten Flachschnitzereien.                                                                           |

## Übrige Baudenkmäler
Hinweis: Anstelle der KGS-Nummer wird als Objekt-Identifikator (ID) die Grundstücksnummer verwendet.
| ID         | Foto |                 | Objekt                           | Typ | Standort                                      | Beschreibung |
| ---------- | ---- | --------------- | -------------------------------- | --- | --------------------------------------------- | ------------ |
| 23         | BW   | Datei hochladen | Wohn- und Geschäftshaus (1748)   | G   | Dorfstrasse 27 591143 / 141367                |              |
| 30         | BW   | Datei hochladen | Hotel Geltenhorn (1905)          | G   | Dorfstrasse 41 591125 / 141306                |              |
| 112; 1338  | BW   | Datei hochladen | Bauernhaus (1807)                | G   | Heimweidstrasse 7, 7a 591215 / 142013         |              |
| 144        | BW   | Datei hochladen | Zweifamilienhaus (1931)          | G   | Bodenstrasse 16 590274 / 142739               |              |
| 160        | BW   | Datei hochladen | Scheune (1778)                   | G   | Bodenstrasse 18b 590147 / 142580              |              |
| 210        | BW   | Datei hochladen | Scheune (1756)                   | G   | Hinterseestrasse 93a 591915 / 138405          |              |
| 334; 820   | BW   | Datei hochladen | Wohnhaus (1769)                  | G   | Lauenenstrasse 27, 29 590940 / 141694         |              |
| 400        | BW   | Datei hochladen | Mehrzweckbau (2. Hälfte 17. Jh.) | G   | Lauenenstrasse 79 590521 / 142659             |              |
| 429; 634   | BW   | Datei hochladen | Wohnhaus (1809)                  | G   | Tüffistrasse 19, 21 591971 / 140642           |              |
| 470        | BW   | Datei hochladen | Alter Spittel (um 1530)          | G   | Spittelweg 8 590917 / 141402                  |              |
| 482        | ja   | Datei hochladen | Pfarrhaus (1732)                 | G   | Lauenenstrasse 3 591019 / 141487              |              |
| 602        | BW   | Datei hochladen | Bauernhaus (1. Hälfte 17. Jh.)   | G   | Lauenenseestrasse 65 592325 / 138922          |              |
| 670; 1290  | BW   | Datei hochladen | Doppelwohnhaus (1759)            | G   | Sonnige Lauenenstrasse 38, 40 591212 / 141811 |              |
| 804        | BW   | Datei hochladen | Wohnhaus (1775)                  | G   | Schönhaltenstrasse 2 591419 / 141590          |              |
| 810; 1644  | BW   | Datei hochladen | Bauernhaus (1794)                | G   | Lauenenseestrasse 58, 60 591964 / 139181      |              |
| 862        | BW   | Datei hochladen | Scheune (um 1700)                | G   | Büeliweg 6a 590931 / 141041                   |              |
| 984; 1695  | BW   | Datei hochladen | Wohnhaus (1582)                  | G   | Sonnige Lauenenstrasse 67, 69 592032 / 141781 |              |
| 984        | BW   | Datei hochladen | Scheune (1778)                   | G   | Sonnige Lauenenstrasse 69b 592018 / 141796    |              |
| 1027       | BW   | Datei hochladen | Doppelwohnhaus (1647)            | G   | Lauenenstrasse 39, 41 590783 / 142052         |              |
| 1194       | BW   | Datei hochladen | Wohnhaus (1456)                  | G   | Hinterseestrasse 88 591461 / 138761           |              |
| 1307; 1308 | BW   | Datei hochladen | Wohnhaus (1867)                  | G   | Grabenstrasse 1, 3 591641 / 141682            |              |
| 1329       | BW   | Datei hochladen | Alte Post (um 1700)              | G   | Dorfstrasse 15 591112 / 141430                |              |
| 1384; 1604 | BW   | Datei hochladen | Doppelwohnhaus (1597)            | G   | Kirchstrasse 42, 44 590816 / 141767           |              |
| 1528       | BW   | Datei hochladen | Wohnhaus (1634)                  | G   | Kirchstrasse 36 590856 / 141538               |              |
| 1622       | BW   | Datei hochladen | Mehrzweckbau (1797)              | G   | Suttenstrasse 3 591678 / 141791               |              |
| 1728       | BW   | Datei hochladen | Wohnhaus (1630)                  | G   | Büeliweg 14 590708 / 141131                   |              |
| 1887       | BW   | Datei hochladen | Wohnhaus (1867)                  | G   | Grabenstrasse 6 591603 / 141551               |              |
| 1903       | BW   | Datei hochladen | Wohnhaus (17. Jh.)               | G   | Bodenstrasse 30 590280 / 142264               |              |